# Jakub Krzewina
Jakub Krzewina (ur. 10 października 1989 w Kruszwicy) – polski lekkoatleta, specjalizujący się w biegu na 400 metrów. Żołnierz Wojska Polskiego.

## Kariera sportowa
Pochodzi z Kruszwicy. W młodości trenował piłkę nożną w klubie Gopło Kruszwica, następnie rozpoczął uprawianie lekkoatletyki.
Uczestniczył w mistrzostwach Starego Kontynentu juniorów w 2007 – sztafeta 4 × 400 metrów z Krzewiną wygrała bieg finałowy z czasem 3:07,87, jednak po biegu została zdyskwalifikowana za przeszkadzanie w biegu sztafecie niemieckiej. Rok później indywidualnie nie odniósł sukcesów, a wraz z kolegami z reprezentacji był piąty podczas mistrzostw świata juniorów. Młodzieżowy mistrz Europy w biegu rozstawnym 4 × 400 metrów z 2009. Reprezentował Polskę na halowych mistrzostwach Europy w Paryżu (2011) znajdując się w składzie sztafety, która zajęła na tych zawodach piąte miejsce. 
Halowy mistrz kraju na 400 metrów (2012). Stawał na podium juniorskich mistrzostw Polski oraz mistrzostw kraju młodzieżowców.
W 2014 zajął 2. miejsce w sztafecie 4 × 400 m na 22. Lekkoatletycznych Mistrzostwach Europy w Zurychu.
8 marca 2015 podczas Halowych mistrzostw Europy w Pradze zdobył srebrny medal w sztafecie 4 × 400 metrów. Na mistrzostwach Europy w Amsterdamie (2016) zdobył srebrny medal w sztafecie 4 x 400 metrów natomiast w biegu na 400 metrów osiągnął półfinał. W tym samym roku podczas igrzysk olimpijskich w Rio de Janeiro polska sztafeta z Krzewiną na trzeciej zmianie wywalczyła siódmy czas finału.
W 2018 biegł na ostatniej zmianie polskiej sztafety 4 × 400 metrów, która triumfowała w halowych mistrzostwach świata i ustanowiła wynikiem 3:01,77 halowy rekord świata w tej konkurencji.
Został zdyskwalifikowany przez Polską Agencję Antydopingową na okres 15 miesięcy (z zaliczeniem okresu tymczasowej dyskwalifikacji) od 17 października 2022 do 15 grudnia 2023 za „naruszenie wymagań dotyczących wskazania miejsca pobytu”.

## Rekordy życiowe
- stadion – 45,11 s. (wynik uzyskany 2-krotnie):
  - 14 lipca 2014, Wrocław - 3. wynik w polskich tabelach historycznych[13]
  - 30 lipca 2014, Szczecin
- hala – 46,15 s. (18 lutego 2018, Toruń) - 4. wynik w polskich tabelach historycznych

## Osiągnięcia
| Rok  | Impreza                                 | Miejsce        | Konkurencja             | Lokata     | Wynik   |
| ---- | --------------------------------------- | -------------- | ----------------------- | ---------- | ------- |
| 2007 | Mistrzostwa Europy juniorów             | Hengelo        | sztafeta 4 × 400 metrów | eliminacje | 3:08,17 |
| 2008 | Mistrzostwa świata juniorów             | Bydgoszcz      | bieg na 400 metrów      | eliminacje | 47,97   |
| 2008 | Mistrzostwa świata juniorów             | Bydgoszcz      | sztafeta 4 × 400 metrów | 5. miejsce | 3:08,65 |
| 2009 | Młodzieżowe mistrzostwa Europy          | Kowno          | sztafeta 4 × 400 metrów | 1. miejsce | 3:03,74 |
| 2011 | Halowe mistrzostwa Europy               | Paryż          | sztafeta 4 × 400 metrów | 5. miejsce | 3:09,31 |
| 2011 | Młodzieżowe mistrzostwa Europy          | Ostrawa        | sztafeta 4 × 400 metrów | 2. miejsce | 3:03,62 |
| 2012 | Halowe mistrzostwa świata               | Stambuł        | sztafeta 4 × 400 metrów | 6. miejsce | 3:11,86 |
| 2014 | Halowe mistrzostwa świata               | Sopot          | sztafeta 4 × 400 metrów | 4. miejsce | 3:04,39 |
| 2014 | Mistrzostwa Europy                      | Zurych         | bieg na 400 metrów      | 4. miejsce | 45,52   |
| 2014 | Mistrzostwa Europy                      | Zurych         | sztafeta 4 × 400 metrów | 2. miejsce | 2:59,85 |
| 2015 | Halowe mistrzostwa Europy               | Praga          | sztafeta 4 × 400 metrów | 2. miejsce | 3:02,97 |
| 2015 | Mistrzostwa świata                      | Pekin          | sztafeta 4 × 400 metrów | eliminacje | 3:00,72 |
| 2015 | Światowe wojskowe igrzyska sportowe     | Mungyeong      | sztafeta 4 × 400 metrów | 4. miejsce | 3:04,25 |
| 2016 | Mistrzostwa Europy                      | Amsterdam      | bieg na 400 metrów      | półfinał   | 46,50   |
| 2016 | Mistrzostwa Europy                      | Amsterdam      | sztafeta 4 × 400 metrów | 2. miejsce | 3:01,18 |
| 2016 | Igrzyska olimpijskie                    | Rio de Janeiro | sztafeta 4 × 400 metrów | 7. miejsce | 3:00,50 |
| 2017 | Superliga drużynowych mistrzostw Europy | Lille          | sztafeta 4 × 400 metrów | 4. miejsce | 3:03,86 |
| 2018 | Halowe mistrzostwa świata               | Birmingham     | bieg na 400 metrów      | półfinał   | 46,69   |
| 2018 | Halowe mistrzostwa świata               | Birmingham     | sztafeta 4 × 400 metrów | 1. miejsce | 3:01,77 |
| 2019 | Światowe wojskowe igrzyska sportowe     | Wuhan          | sztafeta 4 × 400 metrów | 2. miejsce | 3:06,36 |